# Кружалов, Василий Иванович
Василий Иванович Кружалов (1915—1977) — механик-водитель танка, старший сержант Рабоче-крестьянской Красной Армии, участник Великой Отечественной войны, Герой Советского Союза (1945).

## Биография
Василий Кружалов родился 28 апреля 1915 года в селе Никулино (ныне — Селивановский район Владимирской области). Окончил начальную школу. В июне 1941 года Кружалов был призван на службу в Рабоче-крестьянскую Красную Армию и направлен на фронт Великой Отечественной войны. К январю 1945 года гвардии старший сержант Василий Кружалов был механиком-водителем танка 3-го батальона 63-й гвардейской танковой бригады 10-го гвардейского танкового корпуса 4-й танковой армии 1-го Украинского фронта. Отличился во время Висло-Одерской операции.
В январе 1945 года Кружалов первым в своей бригаде пересёк границу Германии и Польши и вышел к Одеру, после чего успешно переправился через него в районе Штейнау (ныне — Сцинава). Когда в бою на плацдарме на западном берегу танк Кружалова остался один из всей группы, а радист и наводчик погибли, Кружалов, несмотря на полученное ранение, продолжал сражаться, уничтожив 4 противотанковых орудия, 5 миномётов и несколько десятков солдат и офицеров противника.
Указом Президиума Верховного Совета СССР от 10 апреля 1945 года за «образцовое выполнение заданий командования и проявленные мужество и героизм в боях с немецкими захватчиками» гвардии старший сержант Василий Кружалов был удостоен высокого звания Героя Советского Союза с вручением ордена Ленина и медали «Золотая Звезда» за номером 8890.
В июне 1945 года Кружалов был демобилизован. Проживал и работал в Муроме. Скончался 22 июня 1977 года, похоронен на Вербовском кладбище Мурома.
Был также награждён орденом Славы 3-й степени и рядом медалей.